# Grassnelloper
De grassnelloper of Müller's pronkloopkever (Agonum muelleri) is een keversoort uit de familie van de loopkevers (Carabidae). De wetenschappelijke naam van de soort werd in 1784 gepubliceerd door Johann Friedrich Wilhelm Herbst.